# Obereopsis basalis
Obereopsis basalis là một loài bọ cánh cứng trong họ Cerambycidae.